# Hürriyet Gücer
Hürriyet Gücer (Ankara, 25 ottobre 1981) è un ex calciatore turco, di ruolo centrocampista.